# کاتسوشیکا هوکوسائی
کاتسوشیکا هوکوسائی (به ژاپنی: 葛飾 北斎، اکتبر یا نوامبر ۱۷۶۰ - ۱۰ مه ۱۸۴۹) نقاش و چاپ‌گر ژاپنی در سبک اوکی‌یوئه بود. وی در ادو (توکیو کنونی) زاده شد و همان‌جا درگذشت.

معروف‌ترین اثر او موج عظیم کاناگاوا از مجموعه سی‌وشش چشم‌انداز کوه فوجی و اژدهایی در میان ابرها است.

## زندگی
تاریخِ تولّدِ هوکوسائی دانسته نیست، اما گفته شده که روز بیست و سوم ماه نهم دهمین سالِ دورهٔ هورکی (۱۷۶۰ اکتبر ۳۱) در یک خانواده هنرمند در منطقه کاتسوشیکای ادو در ژاپن متولد شد.

نامش در کودکی توکیتارو بود. گفته می‌شود که پدرش «ناکاجیما ایسه» یک آینه‌ساز بود که برای شوگان آینه می‌ساخت. هوکوسائی هرگز وارث پدرش نشد، بر همین اساس تصور می‌رود که مادر وی همسر رسمی پدرش نبوده‌است.

در آن زمان انتخاب اسامی مختلف برای هنرمندان ژاپنی امری مرسوم بود و به همین دلیل هوکوسائی حداقل به سی نام مختلف در طول عمرش شناخته می‌شود. تغییر نام برای هوکوسائی معمولاً با تغییر سبک هنری‌اش هم‌زمان می‌شد.

هوکوسائی پس از اینکه هنر طراحی و نقاشی دور آینه را از پدرش آموخت، نقاشی را در سن شش سالگی آغاز کرد.
وی از سن چهارده تا هجده سالگی کار حکاکی روی چوب را نزد یک استاد آموخت. پس از آن در سن ۱۸ سالگی وارد استودیوی کاتسوکاوا شانشو شد که هنر نقاشی و چاپ روی لوحه‌های چوبی را آموزش می‌داد.

از همان ابتدای کارآموزی هوکوسائی به یادگیری هنر باسمه چوبی معروف یا اوکی‌یوئه که به چاپ روئ لوحه‌های چوبی گفته می‌شد پرداخت و اولین اثرش را تحت نام مستعار «شانرو» در سن نوزده سالگی چاپ کرد.

به واسطه داد و ستد ژاپن با هلند در آن زمان، هوکوسائی با نقاشی‌های اروپایی به‌خصوص هنر هلندی آشنا شد و تحت تأثیر عمق‌نمایی (پرسپکتیو) خطی در این نقاشی‌ها قرار گرفت.

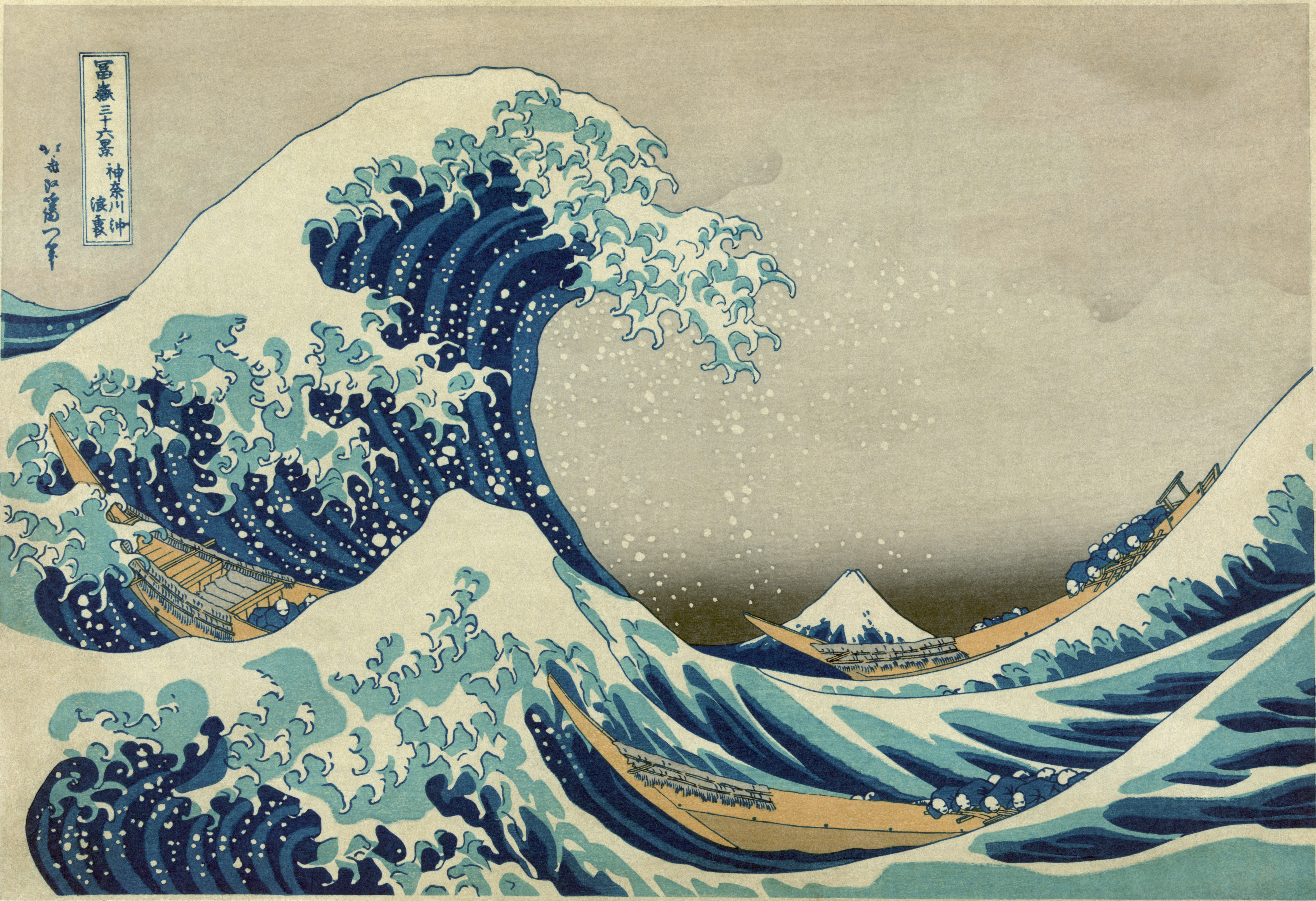
نسخه اصلی تابلوی موج عظیم کاناگاوا.

بعد از مرگ استادش «شانشو» در سال ۱۷۹۳، کار روی مکاتب هنری دیگر از جمله اروپایی را آغاز کرد و به همین دلیل پس از ده سال از استودیوی کاتسوکاوا اخراج شد. پس از ترک استودیو سوژه کارهایش را تغییر داد و به جای تصاویر هنرمندان و هنرپیشگان که سوژه‌های سنتی سبک اوکی‌یوئه به‌شمار می‌رفتند، نقاشی از مناظر و تصاویر زندگی روزمره مردم ژاپن را انتخاب کرد. همین تغییر سبک و سوژه سبب نقطه عطفی هم در حرفه هوکوسائی و هم در هنر اوکی‌یوئه شد.

پس از این دوران هوکوسائی تحت نام «تاواریا سوری» شروع به همکاری با مدرسه تاواریا کرد و در همین دوران تعداد زیادی نقاشی با قلم‌مو خلق کرد.

در سال ۱۸۰۰ نامش را به کاتسوشیکا هوکوسائی تغییر داد و این بار به عنوان یک هنرمند مستقل بدون وابستگی به یک مدرسه یا استودیوی هنری شروع به کار کرد و در همین سال بود که دو مجموعه از نقاشی‌های مناظرش را به چاپ رساند.

در سال ۱۸۰۷ شروع به همکاری با نویسنده مشهور «تاکیساوا بارکین» روی مجموعه‌ای از کتاب‌های مصور نمود. ولی به دلیل تفاوت در دیدگاه‌های هنری زمانی که روی چهارمین کتاب مجموعه کار می‌کردند این همکاری قطع شد. ناشر برای ادامه کار بین نویسنده و هوکوسائی، هوکوسائی را انتخاب کرد که نشان‌دهندهٔ اهمیت تصویرپردازی در آثار چاپی آن زمان است.

هوکوسائی به گفته خودش جنون خاصی برای به تصویر کشیدن چیزهایی داشت که در زندگی روزمره می‌دید و به دلیل روح ناآرامی که داشت بی‌وقفه هر چه را که می‌دید ترسیم می‌کرد. وی مهم‌ترین آثارش را پس از سن شصت سالگی خلق کرد و تا آخرین لحظات زندگی به کار نقاشی ادامه داد.

او دو بار ازدواج کرد و صاحب پنج فرزند شد. کوچک‌ترین دخترش راه پدر را در زمینه هنر ادامه داد.

هوکوسائی در ۱۸ آوریل ۱۸۴۹ درگذشت و در توکیو دفن شد.

## نگارخانه

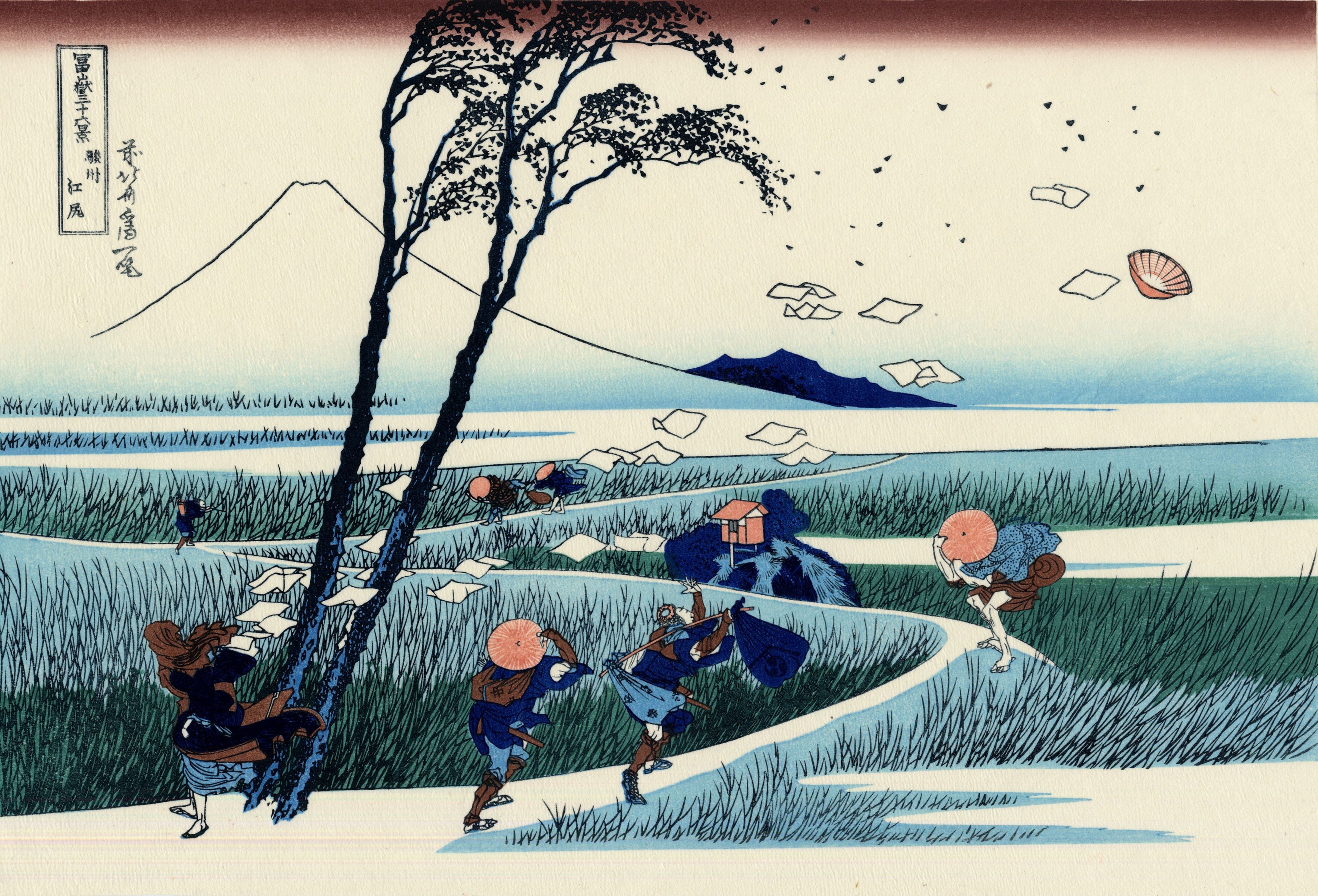
اریجی در سوروگا
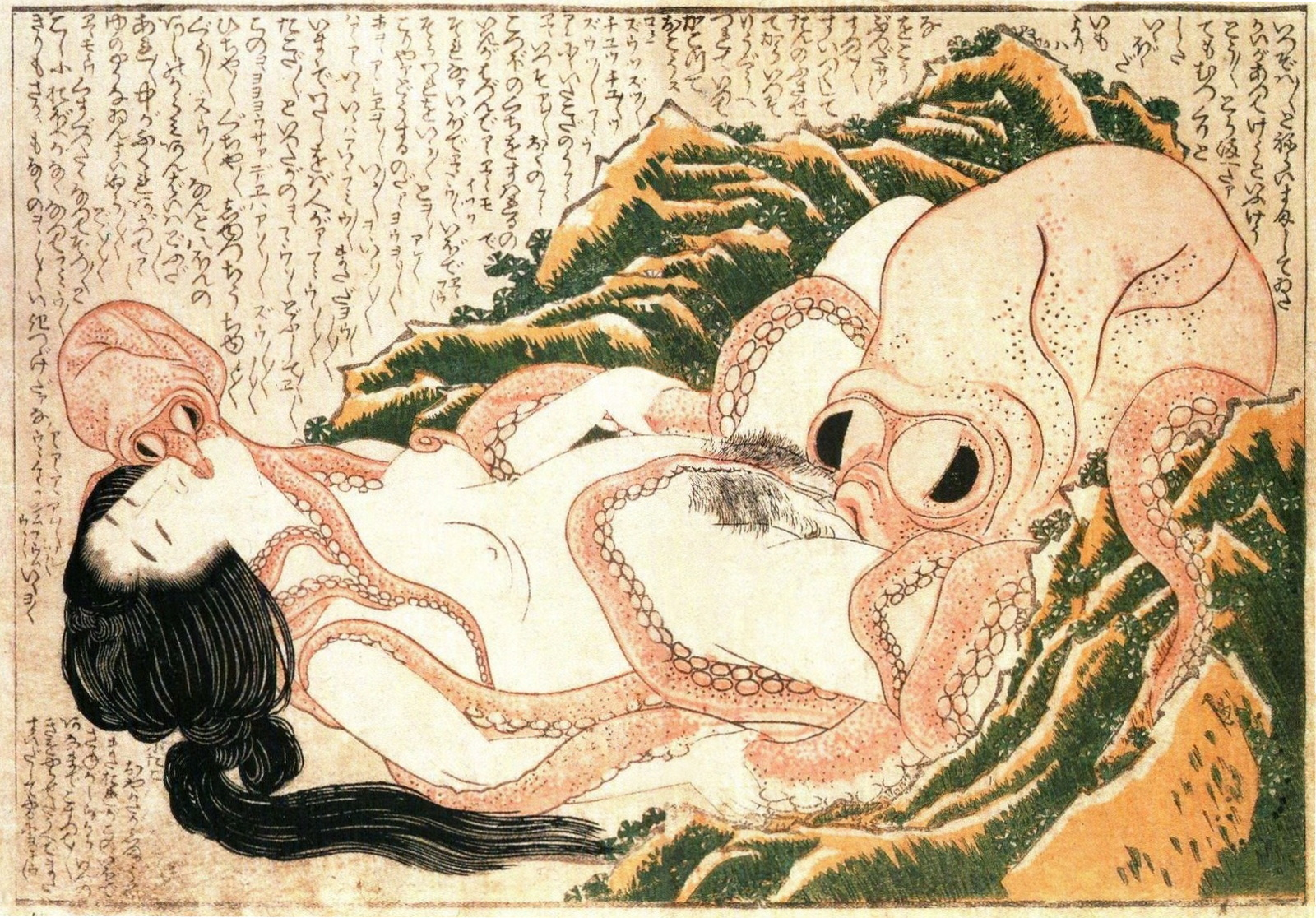
رؤیای همسر مرد ماهی‌گیر
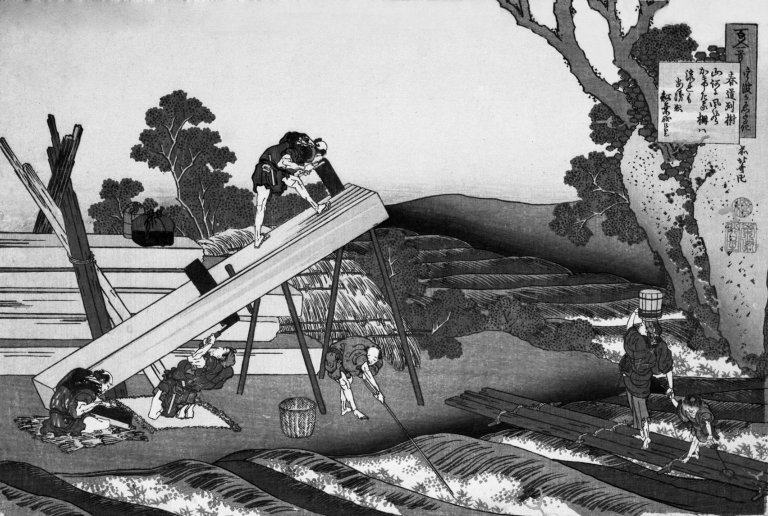
اره‌کش کنده را می‌برد
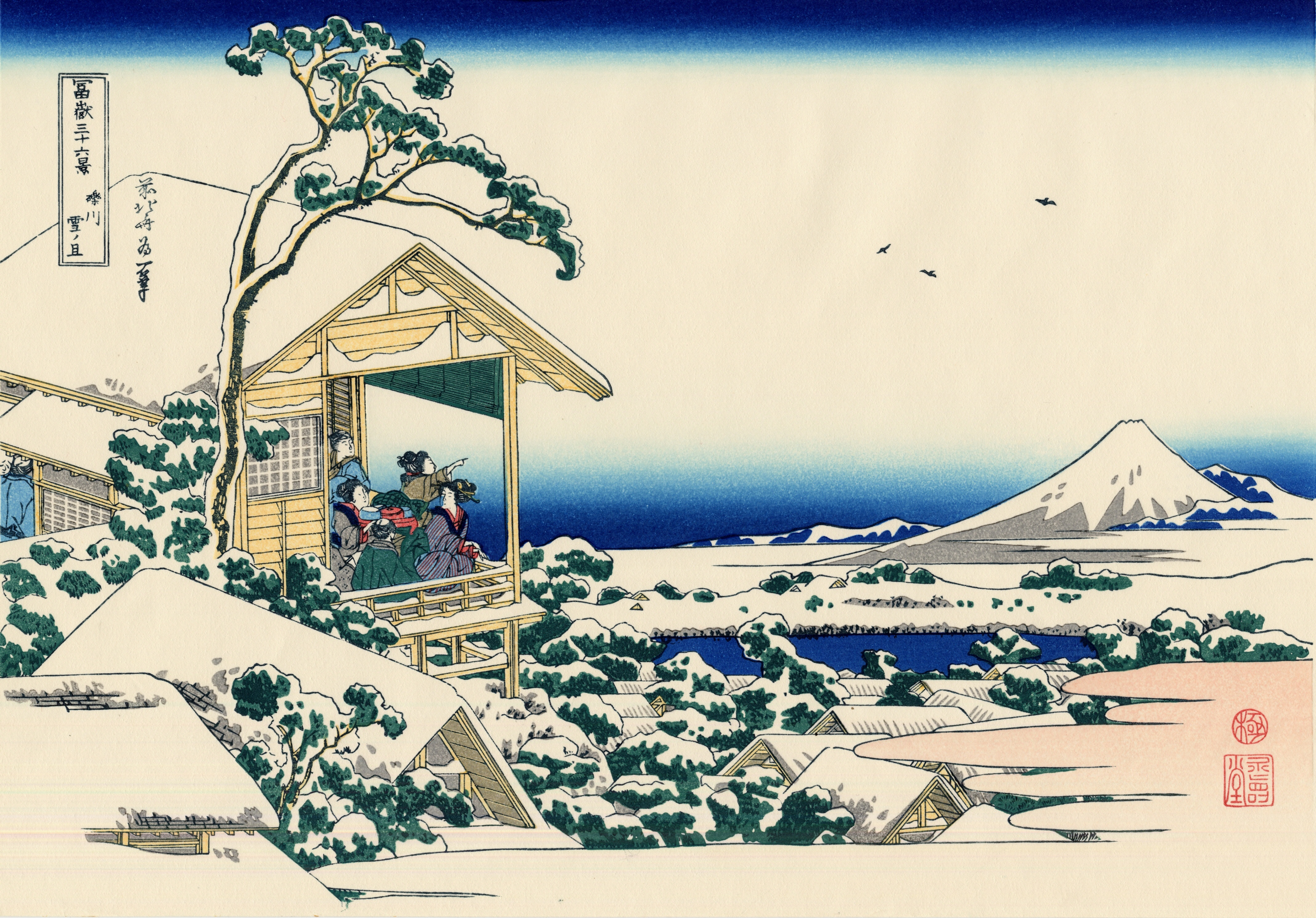
چایخانه کویشی‌کاوا، صبح برفی
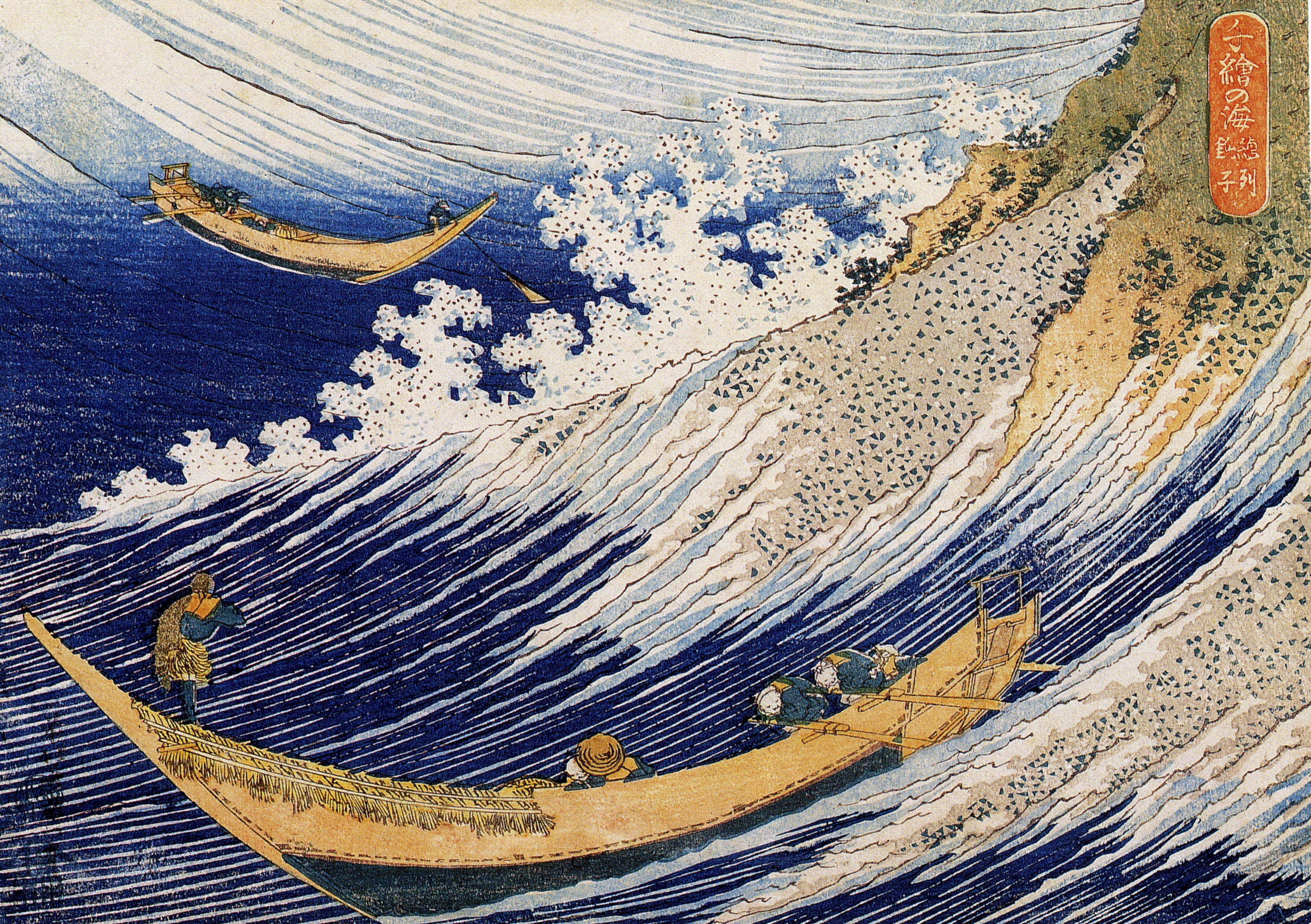
موج‌های اقیانوس
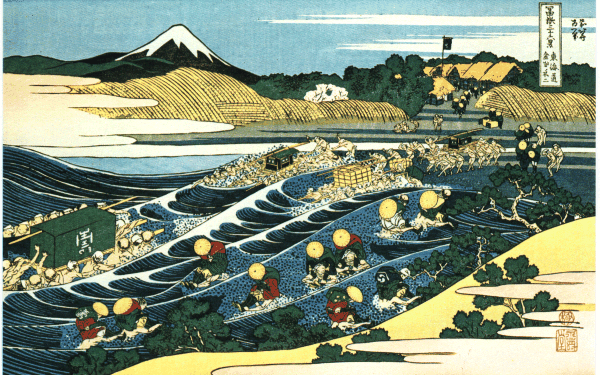
مسافران از رود اویی می‌گذرند
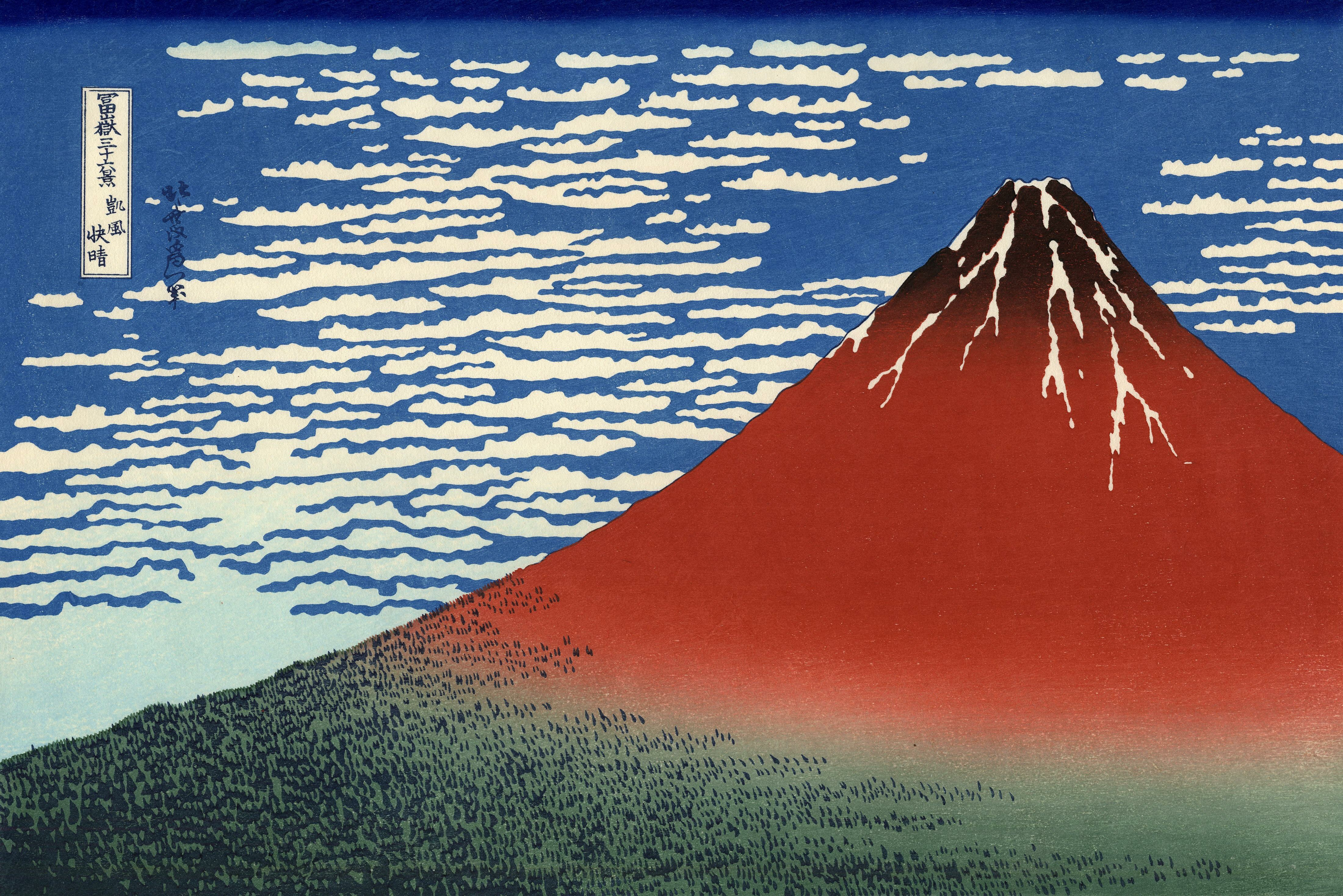
فوجی سرخ در مالکیت موزه هنر ایندیاناپولیس
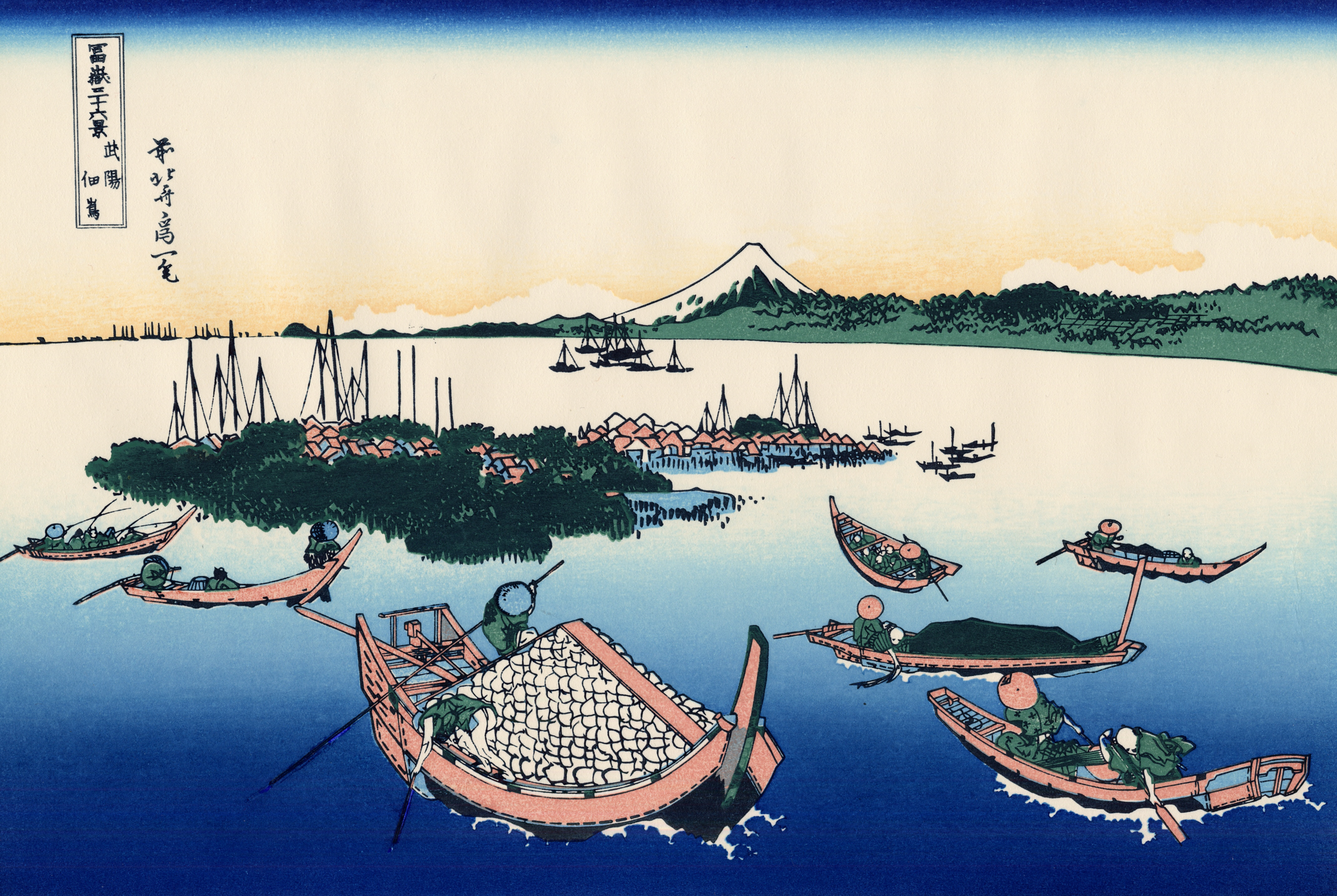
جزیرهٔ تسوکودا در موساشی
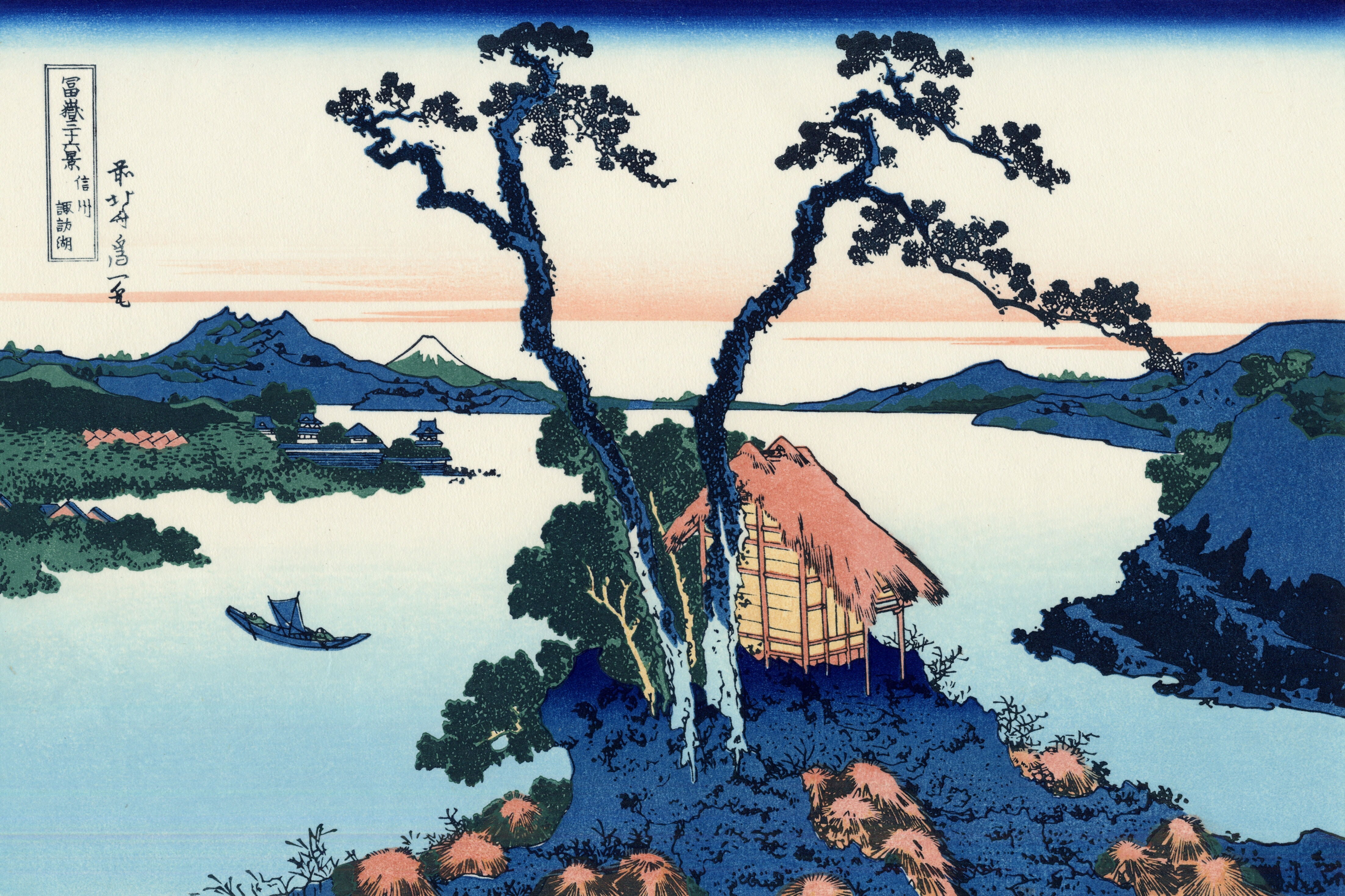
دریاچهٔ سووا در شینانو
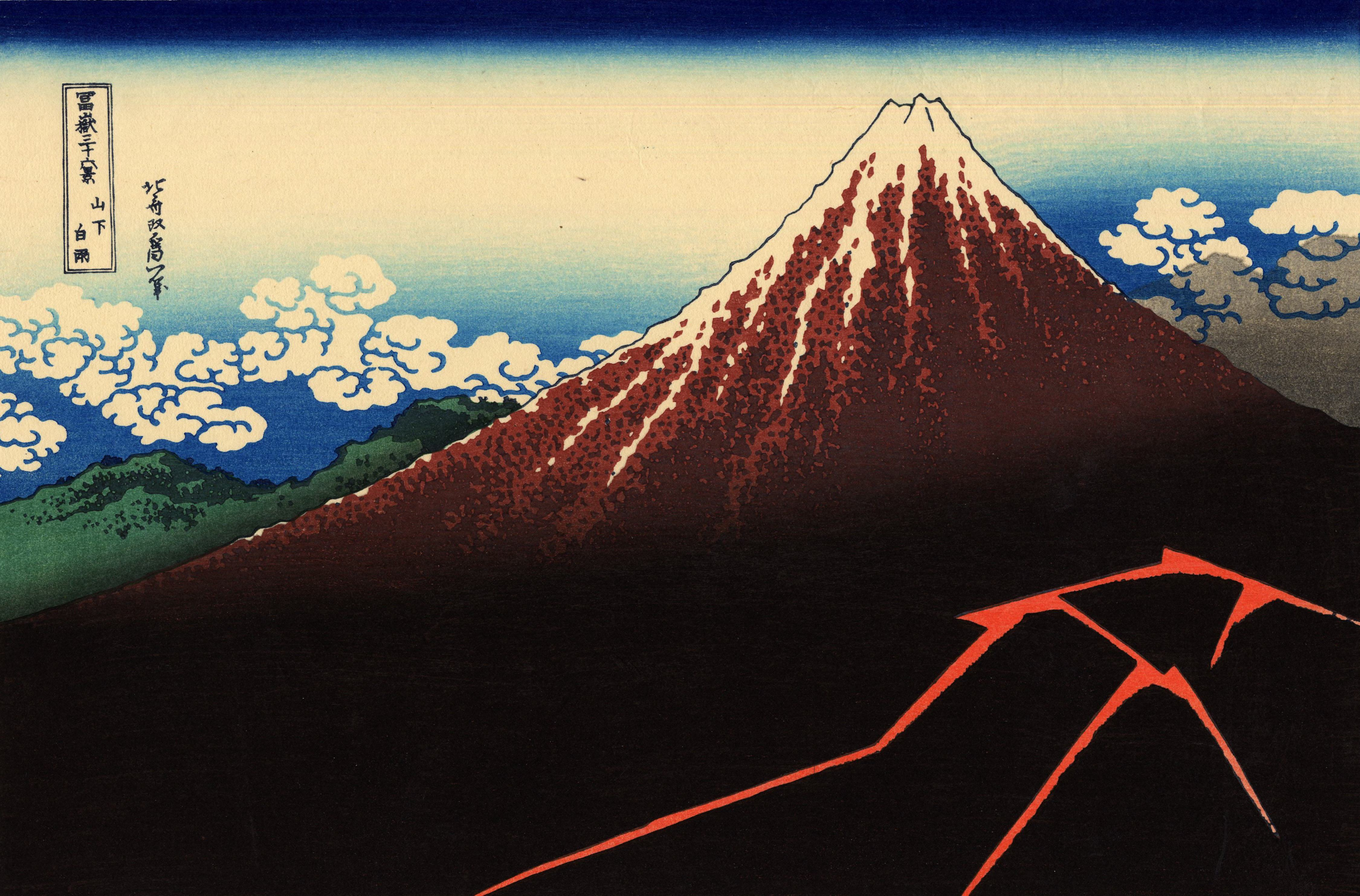
بارش ناگهانی در کوهپایه
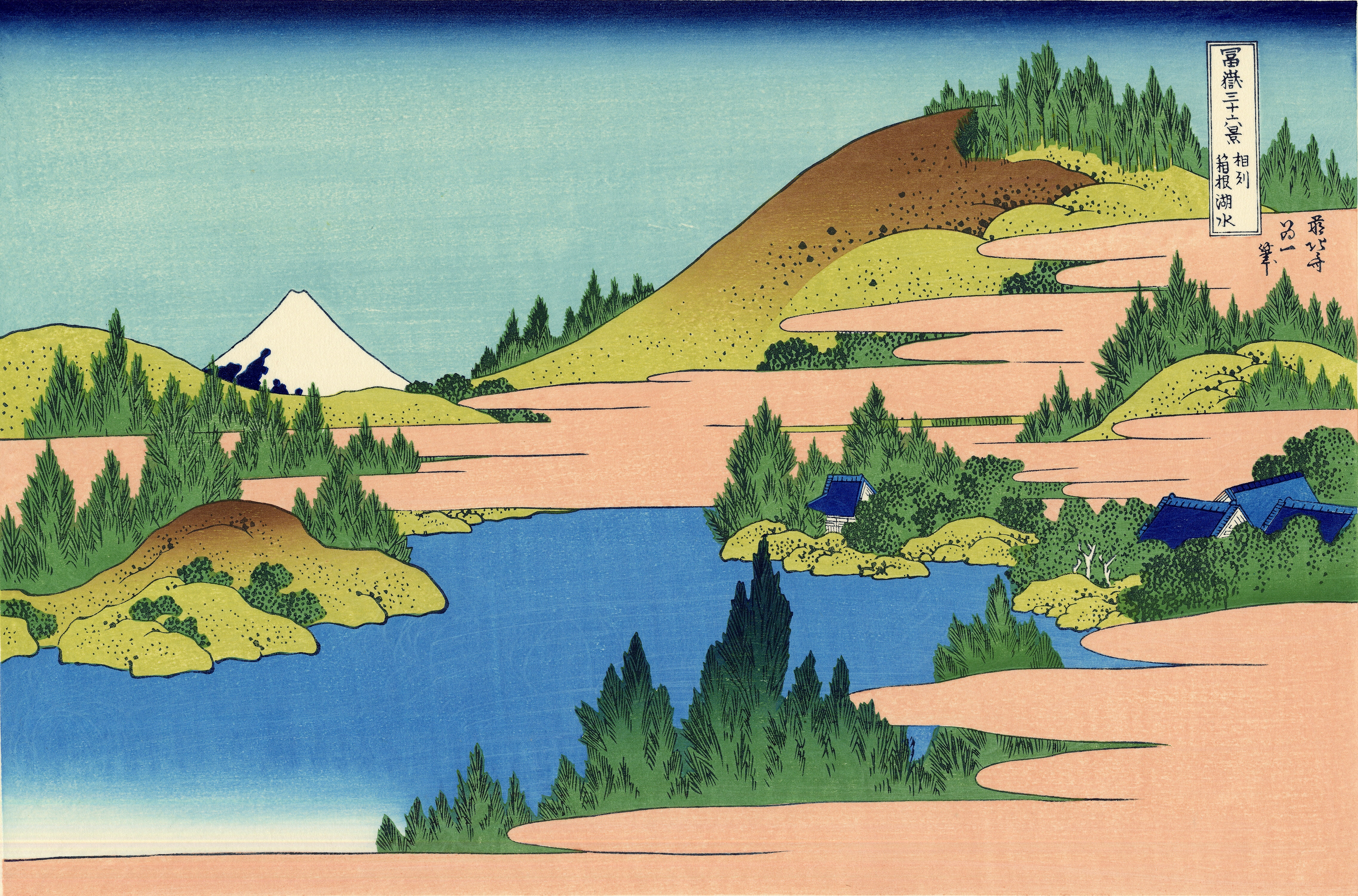
دریاچه هاکونه در سگامی
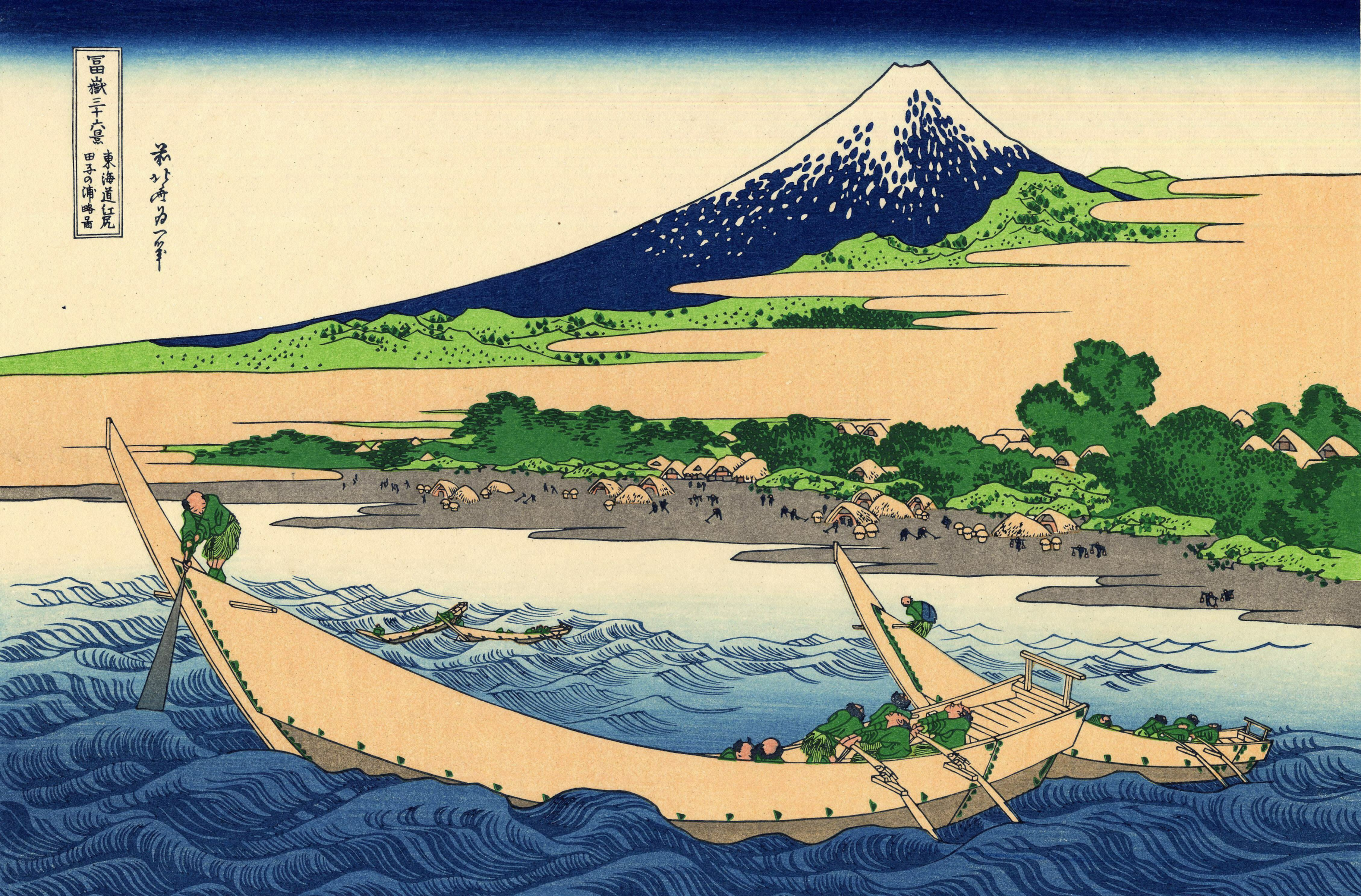
اریجی در خلیج تاگو در توکایدو
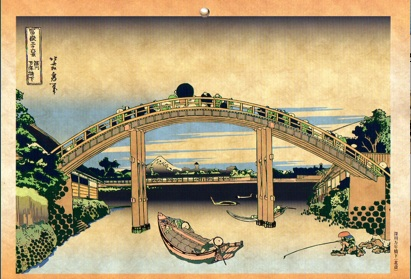
زیر پل مان‌نن در فوکاگاوا